# Nekrolog 4. Quartal 1928
Nekrolog
◄◄
| ◄
| 1924
| 1925
| 1926
| 1927
| 1928 | 1929 | 1930 | 1931 | 1932 | ► | ►►
1. Quartal |
2. Quartal |
3. Quartal |
4. Quartal 1928
Weitere Ereignisse | Allgemeiner Nekrolog 1928
Die Beschreibung der verstorbenen Person sollte so kurz wie möglich gehalten sein und nur deren signifikante Tätigkeit(en) enthalten.
Neue Namen ggf. auch unter dem Geburts- und Sterbedatum, also etwa unter 1. Januar und im Geburts- und Sterbejahr (2024) eintragen (nur bei entsprechender großer Wichtigkeit). Für Beispiele siehe die schon vorhandenen Artikel.
Außerdem über die fünf zuletzt Verstorbenen, zu denen es einen ausreichend guten Artikel für eine Präsentation auf der Hauptseite gibt, nach der todesbedingten Überarbeitung der Artikel ggf. auch unter Wikipedia Diskussion:Hauptseite informieren und sie am besten auch in den anderen Wikipedia-Sprachversionen eintragen. Tipp: Regelmäßig bei news.google.de nach „ist tot“, „gestorben“ oder „verstorben“ suchen.
Wenn eine Person gestorben ist, gibt es viele Seiten zu dieser Person in der Wikipedia, die davon auch betroffen sind und entsprechend aktualisiert werden müssen. Beispiele: Namenübersichtsseite, Geburtsjahr, Geburtsort-Seiten und viele mehr.
Wie finde ich die betroffenen Seiten?
Im Suchfeld auf der linken Seite gibt man den Suchbegriff so ein: „Vorname Nachname“. Dann klickt man auf Volltext und alle Seiten mit entsprechendem Suchtext werden aufgerufen. Hier sieht man dann schnell, wo auch das Todesjahr Sinn macht oder sogar ein Teil des Artikels angepasst werden muss. Auch hilft das „Werkzeug“ auf der linken Seite sehr gut, um solche Seiten aufzufinden: „Links auf diese Seite“. Somit ist die Wikipedia wieder aktuell in allen Bereichen! Hinweis: bei Eintragung der Kategorie „Gestorben JAHR“ wird der Missbrauchsfilter 49 ausgelöst, was jedoch nicht schlimm ist. Siehe: Spezial:Missbrauchsfilter/49
Dies ist eine Liste von im vierten Quartal 1928 verstorbenen bekannten Persönlichkeiten. Die Einträge erfolgen innerhalb der einzelnen Daten alphabetisch sortiert. Tiere sind im Nekrolog für Tiere zu finden.

## Oktober
| Tag         | Name                              | Beruf, bekannt als                                                                                    | Alter | Beleg |
| ----------- | --------------------------------- | --- | ----- | ----- |
| 1. Oktober  | James C. C. Black                 | US-amerikanischer Politiker                                                                           | 86    |       |
| 1. Oktober  | Ernst August Grieb                | Schweizer Politiker (Radikale Demokraten)                                                             | 82    |       |
| 1. Oktober  | Hedwig Mechle-Grosmann            | Genremalerin                                                                                          | 70    |       |
| 1. Oktober  | Stanisław Noakowski               | Architekt, Aquarellmaler, Hochschulprofessor                                                          | 61    |       |
| 2. Oktober  | Emma Cheeseman                    | neuseeländische Aquarellistin und Taxidermistin                                                       | 81    |       |
| 2. Oktober  | Richard Fischer                   | deutscher Architekt                                                                                   | 58    |       |
| 2. Oktober  | Erwin Roszner von Roseneck        | österreichisch-ungarischer Politiker                                                                  | 75    |       |
| 2. Oktober  | Friedrich von Scholl              | preußischer Generaloberst und Generaladjutant des Kaisers Wilhelm II.                                 | 81    |       |
| 3. Oktober  | Camilla Friedländer               | österreichische Malerin                                                                               | 71    |       |
| 3. Oktober  | Gustaf Upmark der Jüngere         | schwedischer Kunsthistoriker                                                                          | 53    |       |
| 4. Oktober  | Hermann Bamberg                   | deutsch-jüdischer Kaufmann und Berliner Kommunalpolitiker                                             | 82    |       |
| 4. Oktober  | Georg Emil Müller                 | deutscher Orgel- und Harmonienbauer                                                                   |       |       |
| 4. Oktober  | Adele Reuter-Eichberg             | deutsche Schauspielerin der Stummfilmzeit                                                             | 76    |       |
| 4. Oktober  | Peter Salcher                     | österreichischer Physiker                                                                             | 80    |       |
| 6. Oktober  | Karl Ludwig Gayde                 | deutscher Handwerker, Ehrenbürger von Bad Kissingen                                                   | 83    |       |
| 6. Oktober  | Laura Marholm                     | deutsch-baltische Autorin                                                                             |       |       |
| 6. Oktober  | Pádraic Ó Conaire                 | irischer Schriftsteller und Journalist                                                                | 46    |       |
| 6. Oktober  | Otto Säuberlich                   | deutscher Verleger                                                                                    | 74    |       |
| 6. Oktober  | Gustav Spindler                   | deutscher Förster                                                                                     | 69    |       |
| 7. Oktober  | Leo Larrivee                      | US-amerikanischer Mittel- und Langstreckenläufer                                                      | 24    |       |
| 7. Oktober  | Georg von Tschudi                 | deutscher Flugpionier und Offizier                                                                    | 66    |       |
| 8. Oktober  | Larry Semon                       | US-amerikanischer Schauspieler                                                                        | 39    |       |
| 9. Oktober  | Günther von Jagow                 | deutscher Gutsbesitzer und Politiker, MdR                                                             | 81    |       |
| 9. Oktober  | Walter Kaskel                     | deutscher Jurist                                                                                      | 46    |       |
| 9. Oktober  | Greenfield Sluder                 | US-amerikanischer Laryngologe                                                                         | 63    |       |
| 9. Oktober  | Gerda Tirén                       | schwedische Malerin und Illustratorin                                                                 | 70    |       |
| 10. Oktober | John Adams Lee                    | US-amerikanischer Politiker                                                                           | 77    |       |
| 11. Oktober | Eugen Ketterl                     | Kammerdiener Kaiser Franz Josephs I.                                                                  | 69    |       |
| 11. Oktober | Werner von Mirbach                | deutscher Jurist, Verwaltungsbeamter und Politiker (DNVP), MdL                                        | 50    |       |
| 12. Oktober | Frank Belote                      | US-amerikanischer Sprinter und Hochspringer                                                           | 45    |       |
| 12. Oktober | Johannes Kühnel                   | deutscher Reformpädagoge und Mathematikdidaktiker                                                     | 59    |       |
| 13. Oktober | George Hartley Bryan              | britischer Physiker                                                                                   |       |       |
| 13. Oktober | Dagmar von Dänemark               | russische Kaiserin                                                                                    | 80    |       |
| 13. Oktober | Wilhelm Fließ                     | deutscher Biologe und Arzt                                                                            | 69    |       |
| 13. Oktober | Rudolf Marsoner                   | österreichisch-italienischer Archivar und Historiker                                                  | 29    |       |
| 13. Oktober | Adolph Müller                     | deutscher Unternehmer                                                                                 | 76    |       |
| 14. Oktober | William J. Flynn                  | US-amerikanischer Regierungsbeamter                                                                   |       |       |
| 14. Oktober | Heinrich Gerlach                  | deutscher Mediziner und Politiker (Zentrum), MdR                                                      | 82    |       |
| 15. Oktober | Eugene Amandus Schwarz            | US-amerikanischer Entomologe                                                                          | 84    |       |
| 16. Oktober | Hans Joachim von Brockhusen       | deutscher Politiker, Gutsherr und Offizier                                                            | 59    |       |
| 16. Oktober | Sally von Kügelgen                | deutschbaltische Malerin                                                                              | 68    |       |
| 16. Oktober | Eliza Maria Mosher                | US-amerikanische Medizinerin                                                                          | 82    |       |
| 16. Oktober | Isaak Witbooi                     | Nama-Kaptein                                                                                          | 63    |       |
| 17. Oktober | Frank Bernard Dicksee             | englischer Maler und Illustrator                                                                      | 74    |       |
| 17. Oktober | Joseph Hutchinson                 | irischer Politiker                                                                                    |       |       |
| 17. Oktober | Karl Orbig                        | hessischer Schreiner, Gastwirt und Politiker                                                          | 83    |       |
| 18. Oktober | Tadeusz Rozwadowski               | Feldmarschall-Leutnant und polnischer General                                                         | 62    |       |
| 19. Oktober | Luigi Cerebotani                  | Theologe und Philosoph                                                                                | 81    |       |
| 19. Oktober | Giuseppe Dagnini                  | italienischer Kardiologe und Chirurg                                                                  | 62    |       |
| 19. Oktober | Leberecht Hoffmann                | deutscher Unternehmer und Politiker                                                                   | 65    |       |
| 19. Oktober | Bertold Lasker                    | deutscher Schachspieler, Arzt und Schriftsteller                                                      | 67    |       |
| 20. Oktober | Friedrich Brunner                 | Schweizer Jurist, Unternehmer und Politiker (FDP)                                                     | 78    |       |
| 20. Oktober | Oskar von Cornberg                | deutscher Jurist, Amtsrichter, Justizrat und Hofkammerpräsident                                       | 73    |       |
| 20. Oktober | Mary Ingalls                      | Schwester von Laura Ingalls und Vorbild für die Rolle der Mary in der Fernsehserie Unsere kleine Farm | 63    |       |
| 20. Oktober | Benno Linderbauer                 | deutscher Philologe und Benediktiner                                                                  | 64    |       |
| 20. Oktober | Wilhelm Schneemelcher sen.        | deutscher evangelischer Theologe                                                                      | 56    |       |
| 21. Oktober | Friedrich Reese                   | deutscher Politiker (DNVP), MdL                                                                       | 68    |       |
| 22. Oktober | Otto Bondy                        | österreichischer Industrieller und Kunstsammler                                                       | 84    |       |
| 22. Oktober | Andrew Fisher                     | australischer Politiker und Premierminister                                                           | 66    |       |
| 22. Oktober | Heinrich Hüttmann                 | deutscher Politiker (SPD, USPD), MdR                                                                  | 59    |       |
| 22. Oktober | Friedrich Knoke                   | deutscher Altphilologe und Heimatforscher                                                             | 84    |       |
| 22. Oktober | Charles Arnette Towne             | US-amerikanischer Politiker                                                                           | 69    |       |
| 23. Oktober | François-Alphonse Aulard          | französischer Historiker                                                                              | 79    |       |
| 23. Oktober | Felix Becker                      | deutscher Kunsthistoriker                                                                             | 64    |       |
| 24. Oktober | Arthur B. Davies                  | US-amerikanischer Maler                                                                               | 66    |       |
| 24. Oktober | Gaetano De Lai                    | italienischer Kurienkardinal                                                                          | 75    |       |
| 24. Oktober | Adam Napieralski                  | polnischer Zeitungsverleger und Politiker, MdR                                                        | 67    |       |
| 25. Oktober | Johann Bolljahn                   | Lehrer, Rektor der kaiserlichen Deutschen Sprachschule in Korea                                       | 66    |       |
| 25. Oktober | Paul Eltzbacher                   | deutscher Jurist und Hochschullehrer                                                                  | 60    |       |
| 25. Oktober | Hirotsu Ryūrō                     | japanischer Schriftsteller                                                                            | 67    |       |
| 25. Oktober | Arnold Hirt                       | deutscher Verleger, Esperantist                                                                       | 85    |       |
| 25. Oktober | Hans Widmann                      | österreichischer Historiker                                                                           | 81    |       |
| 26. Oktober | Felix Dörmann                     | österreichischer Schriftsteller, Librettist und Filmproduzent                                         | 58    |       |
| 26. Oktober | Ferdinand Schmutzer               | österreichischer Druckgrafiker, Fotograf und Porträtmaler                                             | 58    |       |
| 26. Oktober | Reuben Archer Torrey              | US-amerikanischer Erweckungsprediger und Theologe                                                     | 72    |       |
| 27. Oktober | Marguerite Champendal             | Schweizer Lehrerin und Ärztin                                                                         | 58    |       |
| 27. Oktober | George Greenwood                  | englischer Politiker, Mitglied des House of Commons, Shakespeare-Forscher, Rechtsanwalt               | 78    |       |
| 27. Oktober | James Hogge                       | britischer Politiker                                                                                  | 55    |       |
| 27. Oktober | Karl Pfeiffenberger               | deutscher Autor                                                                                       | 81    |       |
| 27. Oktober | Alfred Pillet                     | deutscher Romanist und Philologe                                                                      | 53    |       |
| 28. Oktober | Salvatore D’Aquila                | sizilianischer Mafioso                                                                                | 50    |       |
| 28. Oktober | Franz Brenner                     | Manager im deutschen Steinkohlenbergbau                                                               | 65    |       |
| 28. Oktober | Jaroslaw von Jarotzky             | preußischer Landrat und Regierungspräsident                                                           | 77    |       |
| 28. Oktober | Werner Pittschau                  | deutscher Schauspieler                                                                                | 26    |       |
| 28. Oktober | Théodore Reinach                  | französischer Archäologe, Politiker, Numismatiker und Althistoriker                                   | 68    |       |
| 30. Oktober | Arthur Bopp                       | württembergischer Generalmajor                                                                        | 67    |       |
| 30. Oktober | Hermann Eichmeyer                 | deutscher Industrieller                                                                               | 63    |       |
| 30. Oktober | Konrad Henrich                    | hessischer liberaler Politiker (Fortschrittliche Volkspartei, DDP)                                    | 64    |       |
| 30. Oktober | Robert Lansing                    | US-amerikanischer Außenminister                                                                       | 64    |       |
| 30. Oktober | Ernst Marcus                      | deutscher Jurist und Philosoph                                                                        | 72    |       |
| 30. Oktober | Richard Michael                   | deutscher Paläontologe und Geologe                                                                    | 59    |       |
| 31. Oktober | Albert Bartholomé                 | französischer Maler und Bildhauer                                                                     | 80    |       |
| 31. Oktober | Hugo Prinz zu Hohenlohe-Oehringen | deutscher Verwaltungsbeamter und Finanzinvestor                                                       | 64    |       |
| 31. Oktober | Samuel Weissenberg                | Arzt und Anthropologe                                                                                 | 60    |       |

## November
| Tag          | Name                              | Beruf, bekannt als                                                                                | Alter | Beleg |
| ------------ | --------------------------------- | ------------------------------------------------------------------------------------------------- | ----- | ----- |
| 2. November  | Johannes Haußleiter               | deutscher lutherischer Theologe                                                                   | 77    |       |
| 2. November  | Hermann Jäckel                    | deutscher Politiker (SPD, USPD), MdR                                                              | 59    |       |
| 2. November  | Thomas L. Rubey                   | US-amerikanischer Politiker                                                                       | 66    |       |
| 3. November  | Karl Keller                       | deutscher Ingenieur, Maschinenbaumechaniker sowie Hochschullehrer                                 | 89    |       |
| 3. November  | James M. E. O’Grady               | US-amerikanischer Politiker                                                                       | 65    |       |
| 3. November  | Clara Ratzka                      | deutsche Schriftstellerin                                                                         | 56    |       |
| 3. November  | Georg Schneidemühl                | deutscher Tierarzt und Hochschullehrer                                                            | 74    |       |
| 4. November  | Richard Dohse                     | deutscher Pädagoge und Autor                                                                      | 53    |       |
| 4. November  | Jackson de Figueiredo             | brasilianischer Rechtsanwalt, Intellektueller und Publizist                                       | 37    |       |
| 4. November  | Rudolf Kindt                      | Landtagsabgeordneter im Volksstaat Hessen                                                         | 55    |       |
| 4. November  | Arnold Rothstein                  | US-amerikanischer Geschäftsmann und Mobster                                                       | 46    |       |
| 5. November  | Ottokar Kernstock                 | österreichischer Dichter, katholischer Priester, Augustiner-Chorherr und Nationalist              | 80    |       |
| 5. November  | Arthur Nicolson, 1. Baron Carnock | britischer Diplomat und Politiker                                                                 | 79    |       |
| 5. November  | Willem van der Vlugt              | niederländischer Rechtswissenschaftler                                                            | 75    |       |
| 6. November  | Lu Yung-ting                      | Angehöriger der Zhuang                                                                            | 70    |       |
| 6. November  | Heinrich Renard                   | deutscher Architekt                                                                               | 60    |       |
| 6. November  | Karl von Savigny                  | deutscher Landrat und Politiker (Zentrum), MdR                                                    | 73    |       |
| 7. November  | Mattia Battistini                 | italienischer Opern- und Konzertsänger                                                            | 72    |       |
| 7. November  | Julius Kögel                      | deutscher evangelischer Theologe und Hochschullehrer                                              | 57    |       |
| 7. November  | Hans Resel                        | österreichischer Journalist und Politiker (SDAP), Mitglied des Bundesrates                        | 67    |       |
| 8. November  | Traugott Bredow                   | deutscher Ministerialbeamter                                                                      | 69    |       |
| 8. November  | Hans Georg Pohl                   | deutscher Jurist und Politiker (FVp), MdR                                                         | 76    |       |
| 8. November  | Fritz von Weller                  | preußischer Generalleutnant                                                                       | 80    |       |
| 9. November  | Warren Worth Bailey               | US-amerikanischer Politiker                                                                       | 73    |       |
| 9. November  | Elise Bake                        | deutsche Schriftstellerin                                                                         | 77    |       |
| 9. November  | Carl von Braun                    | deutscher Jurist und zuletzt Präsident des Oberlandesgerichts Augsburg                            | 76    |       |
| 9. November  | Amy Fay                           | US-amerikanische Konzertpianistin und Managerin                                                   | 84    |       |
| 9. November  | Fanny Inama von Sternegg          | österreichische Malerin                                                                           | 58    |       |
| 9. November  | James Kennedy                     | US-amerikanischer Politiker (Republikanische Partei)                                              | 75    |       |
| 9. November  | Ernst Müller                      | deutscher Orthopäde                                                                               |       |       |
| 10. November | Anita Berber                      | deutsche Tänzerin und Darstellerin                                                                | 29    |       |
| 10. November | Josef Hilarius Nowalski de Lilia  | österreichischer Archäologe                                                                       | 71    |       |
| 10. November | Alexander Fjodorowitsch Trepow    | russischer Politiker und Ministerpräsident (1916–1917)                                            | 66    |       |
| 11. November | George Peter Foster               | US-amerikanischer Politiker                                                                       | 70    |       |
| 11. November | Minna Stocks                      | deutsche Landschafts- und Tiermalerin                                                             | 82    |       |
| 12. November | Felix Kuppert                     | deutscher Jurist und Amtshauptmann                                                                | 55    |       |
| 12. November | Francis Preserved Leavenworth     | US-amerikanischer Astronom                                                                        | 70    |       |
| 12. November | Carl Zurburg                      | Schweizer Rechtsanwalt und Politiker                                                              | 69    |       |
| 13. November | Enrico Cecchetti                  | italienischer Balletttänzer und Pädagoge                                                          | 78    |       |
| 13. November | Heinrich von Haag                 | deutscher Jurist, Beamter und Versicherungsfachmann                                               | 90    |       |
| 13. November | Mark Lidzbarski                   | deutscher Semitist                                                                                | 60    |       |
| 13. November | Franz Josef Ritter                | liechtensteinischer Politiker                                                                     | 81    |       |
| 14. November | Katharina Brandis                 | deutsche Malerin und Indienreisende                                                               | 87    |       |
| 14. November | L. H. Chappell                    | US-amerikanischer Politiker                                                                       |       |       |
| 14. November | Anna Hofheinz-Gysin               | deutsche Dichterin, Pfarrersfrau und Hausfrau                                                     | 47    |       |
| 14. November | Benno Mugdan                      | deutscher Jurist                                                                                  | 77    |       |
| 15. November | Thomas Chrowder Chamberlin        | US-amerikanischer Geologe                                                                         | 85    |       |
| 15. November | Otto Haeseler                     | deutscher Physiker, Gymnasial- und Hochschullehrer                                                | 74    |       |
| 15. November | Nicholas Johannsen                | deutsch-amerikanischer Geschäftsmann und Verfasser wirtschafts- und geldtheoretischer Schriften   |       |       |
| 15. November | Hubert Sattler                    | österreichischer Augenarzt                                                                        | 84    |       |
| 15. November | Paul Schmidt                      | deutscher Unternehmer und Politiker (NLP), MdR                                                    | 72    |       |
| 15. November | Paul Thiersch                     | deutscher Architekt                                                                               | 49    |       |
| 17. November | Lala Lajpat Rai                   | indischer Politiker                                                                               | 63    |       |
| 18. November | Friedrich Holthaus                | deutscher Schauspieler, Opernsänger und Heldentenor                                               | 81    |       |
| 18. November | Adam Joseph Schmitt               | deutscher Jurist und Politiker (Zentrum), MdR                                                     | 72    |       |
| 18. November | Mauritz Stiller                   | russisch-schwedischer Regisseur und Drehbuchautor                                                 | 45    |       |
| 18. November | Clara von Sydow                   | deutsche Schriftstellerin                                                                         | 74    |       |
| 19. November | Anatoli Anatoljewitsch Durow      | russischer Tiertrainer                                                                            | 40    |       |
| 19. November | William Allan Oldfield            | US-amerikanischer Politiker                                                                       | 54    |       |
| 19. November | Franz Stuhlmann                   | deutscher Zoologe und ein Afrikaforscher                                                          | 65    |       |
| 19. November | George M. Wertz                   | US-amerikanischer Politiker                                                                       | 72    |       |
| 20. November | Heinrich Ehrhardt                 | deutscher Erfinder, Industrieller und Unternehmer                                                 | 88    |       |
| 20. November | Eduard Fueter senior              | Schweizer Historiker                                                                              | 52    |       |
| 20. November | Milton W. Humphreys               | US-amerikanischer Klassischer Philologe                                                           | 84    |       |
| 20. November | Eugene Schmitz                    | US-amerikanischer Politiker und Bürgermeister von San Francisco                                   | 64    |       |
| 21. November | James Grun                        | britisch-deutscher Schriftsteller                                                                 | 60    |       |
| 21. November | Heinrich XXVII.                   | letzter Fürst von Reuß                                                                            | 70    |       |
| 21. November | Hermann Sudermann                 | deutscher Schriftsteller und Dramatiker                                                           | 71    |       |
| 22. November | Walter Buresch                    | deutscher Verwaltungsjurist                                                                       | 68    |       |
| 22. November | Georg Friedrich Dürckheim         | österreichischer Politiker                                                                        | 62    |       |
| 22. November | Erich Kaiser-Titz                 | deutscher Schauspieler                                                                            | 53    |       |
| 23. November | Friedrich von Bassewitz           | mecklenburgischer Rittergutsbesitzer und Politiker                                                | 73    |       |
| 23. November | William E. Purcell                | US-amerikanischer Politiker                                                                       | 72    |       |
| 23. Dezember | Eduard Varrentrapp                | deutscher Konteradmiral                                                                           | 59    |       |
| 24. November | Alphonse Jacques de Dixmude       | belgischer Generalleutnant                                                                        | 70    |       |
| 24. November | Joseph-Sylvain-Marius Fabrègues   | französischer Geistlicher                                                                         | 55    |       |
| 24. November | Semei Kakungulu                   | ugandischer Krieger und Begründer der Abayudaya                                                   |       |       |
| 24. November | Gerda Laski                       | österreichische Physikerin und Abteilungsleiterin im Kaiser-Wilhelm-Institut für Faserstoffchemie | 35    |       |
| 24. November | Richard Schwemer                  | deutscher Lehrer, Historiker und Hochschullehrer                                                  | 71    |       |
| 25. November | Henry von Heiseler                | deutscher Schriftsteller, Dramatiker und Übersetzer                                               | 52    |       |
| 25. November | Fritz Henck                       | deutscher Politiker (SPD)                                                                         | 59    |       |
| 26. November | Fernand Crémieux                  | französischer Politiker, Mitglied der Nationalversammlung                                         | 70    |       |
| 26. November | Philip D. McCulloch               | US-amerikanischer Politiker                                                                       | 77    |       |
| 26. November | Reinhard Scheer                   | deutscher Marineoffizier, zuletzt Admiral der Kaiserlichen Marine                                 | 65    |       |
| 26. November | William T. Tyndall                | US-amerikanischer Politiker                                                                       | 66    |       |
| 26. November | Josef Winkelmann                  | deutscher Ordensgeistlicher, Missionar und Märtyrer                                               | 32    |       |
| 27. November | Ferdinand Beit                    | deutscher Politiker der DDP, MdHB                                                                 | 70    |       |
| 27. November | Ferdinand Ewald                   | deutscher Vergolder und Politiker (SPD), MdR                                                      | 82    |       |
| 28. November | Fausto Dávila                     | Präsident von Honduras                                                                            |       |       |
| 28. November | Frank Friday Fletcher             | Admiral der United States Navy im Ersten Weltkrieg                                                | 73    |       |
| 28. November | Johann Schwarz                    | deutscher Gewerkschaftsfunktionär                                                                 | 76    |       |
| 29. November | Johannes von Dassel               | deutscher Offizier, zuletzt General der Infanterie der Reichswehr                                 | 65    |       |
| 29. November | Adolf Föhrenbach                  | badischer Beamter                                                                                 | 83    |       |
| 30. November | Carel Mann                        | niederländischer Schachkomponist                                                                  | 57    |       |
| 30. November | Emil Sehling                      | deutscher Jurist, Kirchenrechtler und Hochschullehrer                                             | 68    |       |

## Dezember
| Tag          | Name                                 | Beruf, bekannt als                                                                                             | Alter | Beleg |
| ------------ | ------------------------------------ | --- | ----- | ----- |
| 1. Dezember  | Jules Dubois                         | französischer Radrennfahrer                                                                                    | 66    |       |
| 1. Dezember  | Arthur Gore                          | britischer Tennisspieler                                                                                       | 60    |       |
| 1. Dezember  | Leopold von Kalckreuth               | deutscher Maler und Grafiker des Realismus                                                                     | 73    |       |
| 1. Dezember  | Gunnar Knudsen                       | norwegischer liberaler Politiker, Mitglied des Storting und Industrieller                                      | 80    |       |
| 1. Dezember  | José Eustasio Rivera                 | kolumbianischer Autor                                                                                          | 40    |       |
| 1. Dezember  | Wilhelm Friedrich Wiechowski         | böhmischer Pharmakologe                                                                                        | 55    |       |
| 1. Dezember  | Max Wölfing                          | deutscher evangelischer Feldpropst                                                                             | 81    |       |
| 2. Dezember  | John Donnell Smith                   | US-amerikanischer Pflanzensammler und Botaniker                                                                | 99    |       |
| 2. Dezember  | Anton von Steuben                    | deutscher Offizier, zuletzt Generalmajor                                                                       | 70    |       |
| 2. Dezember  | Hallam Tennyson, 2. Baron Tennyson   | Generalgouverneur Australiens                                                                                  | 76    |       |
| 2. Dezember  | August Wiltberger                    | deutscher Komponist und Seminarprofessor                                                                       | 78    |       |
| 3. Dezember  | Adalbert von Conrad                  | deutscher Verwaltungsbeamter, Rittergutsbesitzer und Parlamentarier                                            | 80    |       |
| 3. Dezember  | Ezra Meeker                          | US-amerikanischer Pionier und Hopfenanbauer                                                                    | 97    |       |
| 3. Dezember  | Johan Olin                           | finnischer Ringer                                                                                              | 45    |       |
| 3. Dezember  | Joseph Seitz                         | deutscher Gewerkschafter                                                                                       | 64    |       |
| 4. Dezember  | Delina Filkins                       | US-amerikanische Altersrekordlerin, erster Mensch, der das Alter von 112 und 113 Jahren erreichte              | 113   |       |
| 4. Dezember  | Karel Kadlec                         | tschechischer Rechtswissenschaftler                                                                            | 63    |       |
| 5. Dezember  | Leon Kellner                         | österreichischer Zionist, Anglist und Literaturhistoriker                                                      | 69    |       |
| 6. Dezember  | Clarence Hemingway                   | US-amerikanischer Mediziner                                                                                    | 57    |       |
| 6. Dezember  | Karl Vorländer                       | deutscher Gymnasialprofessor und Philosoph                                                                     | 68    |       |
| 7. Dezember  | Johannes Classen                     | deutscher Physiker                                                                                             | 64    |       |
| 7. Dezember  | Blair Cochrane                       | britischer Segler                                                                                              | 75    |       |
| 7. Dezember  | Paul Döhle                           | deutscher Pathologe                                                                                            | 73    |       |
| 7. Dezember  | Giuseppe Francica-Nava de Bontifè    | päpstlicher Diplomat und Erzbischof von Catania                                                                | 82    |       |
| 7. Dezember  | James Whitbread Lee Glaisher         | englischer Mathematiker                                                                                        | 80    |       |
| 8. Dezember  | Mary Broadhurst                      | schottisch-britische Suffragette und Politikerin                                                               | 68    |       |
| 9. Dezember  | Hermann Michaelsen                   | deutscher Kaufmann, Unternehmer, Philanthrop und Kunstmäzen in Santiago de Cuba                                | 77    |       |
| 10. Dezember | Charles James                        | britischer Chemiker                                                                                            | 48    |       |
| 10. Dezember | Charles Rennie Mackintosh            | schottischer Architekt, Innenarchitekt, Kunsthandwerker, Designer, Grafiker und Maler                          | 60    |       |
| 10. Dezember | Rudolf Mädger                        | deutscher Gastwirt und Politiker                                                                               | 67    |       |
| 11. Dezember | Ernst von Köller                     | deutscher Politiker, MdR                                                                                       | 87    |       |
| 11. Dezember | Johann Krahuletz                     | österreichischer Geologe und Prähistoriker                                                                     | 80    |       |
| 11. Dezember | Lewis Latimer                        | afroamerikanischer Erfinder, Fachbuchautor und technischer Zeichner                                            | 80    |       |
| 12. Dezember | Ferdinand Gregori                    | deutscher Schauspieler, Schauspiellehrer und Schriftsteller                                                    | 58    |       |
| 13. Dezember | Nikolaus Bantleon                    | deutscher Landwirt und Politiker, MdR                                                                          | 90    |       |
| 13. Dezember | Charles Billings                     | US-amerikanischer Sportschütze                                                                                 | 62    |       |
| 13. Dezember | Josef Breitenfelder                  | österreichischer Politiker (SDAP), Salzburger Landtagsabgeordneter und Landesrat                               | 44    |       |
| 13. Dezember | Jacob McGavock Dickinson             | US-amerikanischer Politiker                                                                                    | 77    |       |
| 13. Dezember | Eduardo Guimarães                    | brasilianischer Dichter, Übersetzer und Journalist                                                             | 36    |       |
| 13. Dezember | Alfred Walcher von Molthein          | österreichischer Kunsthistoriker und Kunstsammler                                                              | 61    |       |
| 13. Dezember | Hermann Wittmaack                    | deutscher Reichsgerichtsrat                                                                                    | 95    |       |
| 14. Dezember | Sepp Oerter                          | deutscher Politiker                                                                                            | 58    |       |
| 14. Dezember | Theodore Roberts                     | US-amerikanischer Film- und Theaterschauspieler                                                                | 67    |       |
| 16. Dezember | Elinor Wylie                         | US-amerikanische Schriftstellerin                                                                              | 43    |       |
| 17. Dezember | Charles L. Faust                     | US-amerikanischer Politiker                                                                                    | 49    |       |
| 17. Dezember | Eugen Herzog                         | österreichischer Romanist                                                                                      | 53    |       |
| 17. Dezember | Eglantyne Jebb                       | britische Kinderrechts-Aktivistin, Gründerin der Organisation Save the Children                                | 52    |       |
| 17. Dezember | Wilhelm Schall                       | deutscher Politiker in Württemberg                                                                             | 46    |       |
| 17. Dezember | David Highbaugh Smith                | US-amerikanischer Politiker                                                                                    | 73    |       |
| 18. Dezember | William A. Calderhead                | US-amerikanischer Politiker                                                                                    | 84    |       |
| 18. Dezember | Léon Duguit                          | französischer Rechtswissenschaftler                                                                            | 69    |       |
| 18. Dezember | Jean Dybowski                        | polnischer Botaniker und Agronom                                                                               | 72    |       |
| 18. Dezember | Winfield Durbin                      | Gouverneur von Indiana                                                                                         | 81    |       |
| 18. Dezember | William Haynes-Smith                 | englischer Kolonialverwalter                                                                                   | 89    |       |
| 18. Dezember | Hans Parlow                          | deutscher Schriftsteller                                                                                       | 72    |       |
| 18. Dezember | Karl Völcker                         | deutscher Jurist bei der bayerischen Eisenbahnverwaltung und zuletzt Präsident der Reichsbahndirektion München | 64    |       |
| 19. Dezember | Silvio Hein                          | US-amerikanischer Komponist                                                                                    | 49    |       |
| 19. Dezember | Eugenio Musatti                      | italienischer Historiker                                                                                       | 84    |       |
| 19. Dezember | Walter Cameron Nichol                | kanadischer Verleger und Journalist, Vizegouverneur von British Columbia                                       | 62    |       |
| 19. Dezember | Otto Petersilie                      | deutscher Orgelbauer                                                                                           | 76    |       |
| 19. Dezember | August Schlüter                      | deutscher Maler und Schriftsteller                                                                             | 70    |       |
| 20. Dezember | Hippolyte Dreyfus-Barney             | erster französischer Bahai                                                                                     | 55    |       |
| 20. Dezember | Otto Krohne                          | deutscher Arzt, Eugeniker und Medizinalbeamter                                                                 | 60    |       |
| 20. Dezember | Carl Posner                          | deutscher Arzt                                                                                                 | 74    |       |
| 20. Dezember | Cecil Torr                           | britischer Autor                                                                                               |       |       |
| 21. Dezember | Erich von Gustedt                    | preußischer Generalmajor                                                                                       | 79    |       |
| 21. Dezember | Oskar Hoffmann                       | deutscher Autor                                                                                                | 62    |       |
| 21. Dezember | Christian Klucker                    | Schweizer Bergführer                                                                                           | 75    |       |
| 21. Dezember | Owen Scott                           | US-amerikanischer Politiker                                                                                    | 80    |       |
| 22. Dezember | Henry Fine                           | US-amerikanischer Mathematiker                                                                                 | 70    |       |
| 22. Dezember | Selma Nicklass-Kempner               | deutsche Sopranistin                                                                                           | 78    |       |
| 22. Dezember | Evan Baillie Noel                    | britischer Sportjournalist, -historiker und Olympiasieger                                                      | 49    |       |
| 22. Dezember | Eduardo Rosende Sánchez              | spanischer Maler                                                                                               | 66    |       |
| 23. Dezember | Alfred Börckel                       | deutscher Bibliothekar, Heimatforscher und Schriftsteller                                                      | 77    |       |
| 23. Dezember | Luigi Cadorna                        | italienischer Generalstabschef                                                                                 | 78    |       |
| 23. Dezember | John Merle Coulter                   | US-amerikanischer Botaniker                                                                                    | 77    |       |
| 23. Dezember | Georges Destenave                    | französischer Brigadegeneral und Afrikaforscher                                                                | 74    |       |
| 23. Dezember | Arthur Ramsay, 14. Earl of Dalhousie | schottischer Adeliger und Politiker                                                                            | 50    |       |
| 23. Dezember | Ludwig Rosenthal                     | deutscher Buchhändler und Antiquar                                                                             | 88    |       |
| 23. Dezember | William Turner Thiselton-Dyer        | britischer Botaniker                                                                                           | 85    |       |
| 24. Dezember | Frank M. Byrne                       | US-amerikanischer Politiker                                                                                    | 70    |       |
| 24. Dezember | Thomas Corsan Morton                 | schottischer Maler des Spätimpressionismus                                                                     |       |       |
| 24. Dezember | Franz Odehnal                        | österreichischer Politiker (CSP), Landtagsabgeordneter, Abgeordneter zum Nationalrat                           | 57    |       |
| 25. Dezember | Fritz Bothmann                       | deutscher Unternehmer                                                                                          | 70    |       |
| 25. Dezember | Malvina Bråkenhielm                  | schwedische Schriftstellerin                                                                                   | 75    |       |
| 25. Dezember | Theodor von Frimmel                  | österreichischer Kunsthistoriker und Musikwissenschaftler                                                      | 75    |       |
| 25. Dezember | Osanai Kaoru                         | japanischer Dramatiker, Übersetzer und Theaterleiter                                                           | 47    |       |
| 25. Dezember | Marion E. Rhodes                     | US-amerikanischer Politiker                                                                                    | 60    |       |
| 25. Dezember | Fred Thomson                         | US-amerikanischer Schauspieler und Geistlicher                                                                 | 38    |       |
| 25. Dezember | Alma Wartenberg                      | deutsche Politikerin und Frauenrechtlerin                                                                      | 57    |       |
| 25. Dezember | Mathilda Wrede                       | schwedisch-finnische Aristokratin                                                                              | 64    |       |
| 26. Dezember | Michael Joseph Crane                 | US-amerikanischer Geistlicher, Weihbischof in Philadelphia                                                     | 65    |       |
| 27. Dezember | Frank A. Day                         | US-amerikanischer Politiker                                                                                    | 73    |       |
| 27. Dezember | George McCrae                        | schottischer Politiker und Soldat                                                                              |       |       |
| 27. Dezember | Adolf Narten                         | deutscher Architekt                                                                                            | 86    |       |
| 27. Dezember | Ludwig Riess                         | deutscher Historiker                                                                                           | 67    |       |
| 28. Dezember | Georgi Bogdanowitsch Jakulow         | russischer Maler                                                                                               | 44    |       |
| 29. Dezember | Walter E. Angier                     | US-amerikanischer Bauingenieur                                                                                 | 65    |       |
| 29. Dezember | Hermann Kirchner                     | deutscher Musiker und Komponist von Volksliedern                                                               | 67    |       |
| 29. Dezember | Constantin Liebich                   | deutscher Journalist und Schriftsteller                                                                        | 81    |       |
| 29. Dezember | Eilif Peterssen                      | norwegischer Maler                                                                                             | 76    |       |
| 29. Dezember | Adele Zay                            | Pädagogin und Frauenrechtlerin                                                                                 | 80    |       |
| 30. Dezember | Jean Collas                          | französischer Rugbyspieler                                                                                     | 54    |       |
| 30. Dezember | Johannes von Kries                   | deutscher Psychologe und Physiologe                                                                            | 75    |       |
| 30. Dezember | Hugo von Kupffer                     | deutscher Journalist                                                                                           | 75    |       |
| 30. Dezember | Anton Lindner                        | österreichischer Lyriker und Kritiker                                                                          | 54    |       |